# قضيبيات مثانية
قضيبيات مثانية (الاسم العلمي: Cystobacterineae) هي رتيبة من البكتيريا، سلبية الغرام، تتبع رتبة جرثومة مخاطية.